# Jean-François Clervoy
Pour les articles homonymes, voir Clervoy.
Jean-François Clervoy, né le 19 novembre 1958 à Longeville-lès-Metz (Moselle), est un ingénieur français et spationaute à l'Agence spatiale européenne (ESA). Il est vétéran de trois missions spatiales avec la NASA.

## Vie personnelle
Fils de Jean Clervoy, officier de l'armée de l'air et pilote de chasse, et de Mireille Lemonde, professeur des écoles, Jean-François Clervoy est né le 19 novembre 1958 à Longeville-lès-Metz, France. Il se considère lorrain mosellan, et aussi Toulousain par adoption. Marié à Laurence Boulanger le 14 juin 1986, ils ont deux enfants. Il est le frère jumeau du psychiatre Patrick Clervoy. Ses activités favorites sont les sports de raquettes, jeux d'adresse, canyoning, ski et tous les sports aériens.

## Formation
Au terme de ses études secondaires à Franconville, au lycée franco-libanais de Beyrouth puis au Collège militaire de Saint-Cyr-l'École, Jean‑François Clervoy obtient son baccalauréat en 1976. Il fait ses classes préparatoires au Prytanée militaire de La Flèche jusqu'en 1978. Il est diplômé de l'École polytechnique en 1981 et de l'École nationale supérieure de l'aéronautique et de l'espace à Toulouse en 1983. Il obtient son brevet d'ingénieur navigant d'essai de l'École du personnel navigant d'essais et de réception (EPNER) à Istres en 1987. Jean-François Clervoy est Ingénieur général de l’armement de la DGA (Délégation Générale de l’Armement).

## Expérience
En 1983, Jean-François Clervoy est détaché par la délégation générale pour l'Armement auprès du CNES (Centre national d'études spatiales) où il travaille pendant deux ans sur les dispositifs d'automatisation et de contrôle d'orientation de différents projets, comme le satellite d'observation de la terre SPOT, la liaison optique inter-satellites STAR et la sonde cométaire Vega.
Il est sélectionné pour faire partie du deuxième groupe d'astronautes français en 1985 et suit un stage intensif de langue russe. De 1987 à 1992, il dirige le programme de vols paraboliques au centre d’essais en Vol à Bretigny-sur-Orge. Dans la même période, il travaille au sein du bureau des équipages du projet d'avion spatial Hermes de l'ESA à Toulouse et participe à la définition et aux essais des interfaces homme-machine des véhicules spatiaux habités européens. De 1983 à 1987, il enseigne aussi le traitement du signal et la mécanique générale à l'École nationale supérieure de l'aéronautique et de l'espace de Toulouse.
En 1991, il s’entraîne à la cité des étoiles près de Moscou sur les systèmes des vaisseaux russes Soyouz et de la station Mir. En juin 1992, il intègre le corps des astronautes de l'ESA, au Centre des astronautes européens (EAC), à Cologne en Allemagne.
En août 1992, Jean-François Clervoy est détaché par l'ESA auprès du bureau des astronautes du Johnson Space Centre de la NASA à Houston aux États-Unis, afin d’obtenir sa qualification de spécialiste de mission pour la Navette spatiale. Dans les intervalles de temps entre ses vols spatiaux, il est nommé successivement chef de vérification du logiciel de vol dans le laboratoire d’avionique de la navette, chef de conception des écrans de contrôle robotique de la navette et de la station spatiale. Après son troisième vol, il devient responsable de l’intégration des interfaces de contrôle de tous les systèmes de la station spatiale internationale.
Jean-François Clervoy a volé deux fois à bord de la navette spatiale Atlantis puis une troisième fois à bord de Discovery et totalise 675 heures dans l’espace.
De 2001 à 2008, il est nommé astronaute de marque du projet ESA de ravitailleur spatial ATV (Automated Transfer Vehicle) aux Mureaux. En 2008, il devient senior advisory astronaut de l'ESA et fait partie du jury de sélection de la nouvelle promotion d'astronautes dont il est coach pendant un an. Il dépend du centre EAC (European Astronaut Centre) basé à Cologne en Allemagne.
De 2006 à 2011, J.F. Clervoy est aussi le président directeur général de Novespace, la filiale du CNES (Centre national d’études spatiales) chargée des vols paraboliques sur l’A310 ZERO-G basé à Bordeaux-Mérignac. En 2013 il fonde chez Novespace la marque Air Zero G qui ouvre les vols en apesanteur aux clients privés, dont les bénéfices sont reversés au profit des vols de recherche scientifiques.
Jean-François Clervoy possède les brevets de parachutiste civil et militaire, de plongée civil et militaire, ainsi qu'un brevet de pilote privé.

## Activités de spationaute
Il a été sélectionné comme astronaute par la France en 1985 et a suivi sa formation en Russie avant d'entrer en 1992 dans le groupe des astronautes de l'Agence spatiale européenne. Il a été le plus jeune Français sélectionné astronaute (26 ans) et à voler dans l'espace (35 ans). Il a effectué trois missions de navette spatiale en tant que spécialiste en mission :
- STS-66 (3 au 14 novembre 1994) Cette mission, dénommée ATLAS‑3 (Laboratoire de recherche scientifique et appliquée sur l'atmosphère), à laquelle participent plusieurs scientifiques européens, s’inscrit dans une série de missions spatiales dédiées à l’étude de la composition de l'atmosphère terrestre et de son évolution sous l’influence de l'énergie solaire. J.F. Clervoy est responsable du pilotage du bras robotique pour le déploiement du satellite CRISTA-SPAS de l'Agence spatiale allemande. Il passe 262 heures et 34 minutes en vol et réalise 175 orbites terrestres[4]. Son équipage le surnomme Billy Bob qui devient son diminutif à la NASA.
- STS-84 (15 au 24 mai 1997) est la sixième mission de rendez-vous et d'amarrage de la Navette spatiale à la station russe Mir. Étant le spécialiste de mission le plus expérimenté, J.F. Clervoy est nommé commandant de la charge utile. Un grand nombre de tâches cruciales lui sont confiées dont la surveillance des systèmes de la Navette pendant les phases d'approche et d'amarrage, et la gestion du module SpaceHab abritant plus de 20 expériences scientifiques et quatre tonnes de matériel de ravitaillement de la station Mir. Pour cette mission, il est aussi préparé aux sorties dans le vide en cas d’urgence. Il passe 221 heures et 20 minutes en vol et réalise 144 orbites terrestres.
- STS-103 (19 au 27 décembre 1999) a pour objectif principal de réparer le télescope spatial Hubble, mis en sommeil après une succession de pannes des gyroscopes nécessaires au pointage fin. Jean-François Clervoy est l’ingénieur navigant de l’équipage pendant les phases de montée, de rendez-vous et de rentrée atmosphérique. Il est aussi l’opérateur du bras robotique de la navette pour la capture et le lâcher du télescope, ainsi que pour déplacer ses coéquipiers pendant leurs trois sorties dans le vide de plus de huit heures chacune. Il passe 191 heures et 11 minutes en vol et réalise 120 orbites terrestres. Ce vol fait de Jean-François Clervoy le Français qui a été le plus haut (609km) et le plus rapide (Mach 26).

## Situation actuelle
Après 33 ans passés dans le corps actif d'astronautes, Jean-François Clervoy s'est retiré de l'ESA en 2018. Il est président d'honneur de la société Novespace, une filiale du Centre national d’études spatiales (CNES), chargée du seul programme en Europe de vols paraboliques, sur l’airbus A310 Zero-G basé à Bordeaux-Mérignac, France. Jean-François Clervoy est conférencier professionnel et consultant spatial pour plusieurs sociétés dont Omega, GH Mumm, Spade Agency, Spartan Space.

## Affiliations
Membre de l'Association des explorateurs de l’espace (ASE). Membre d’honneur de l'Association aéronautique et astronautique de France (AAAF). Membre de l'Académie de l'air et de l'espace (ANAE). Membre de l'Académie internationale d'astronautique (IAA). Membre Associated Fellow de l’American Institute of Aeronautics and Astronautics (AIAA). Ambassadeur du World Ocean Network. Parrain de l’association de sensibilisation et de préservation de l’environnement marin « te mana o te mana » en Polynésie française. Jean-François Clervoy est aussi ambassadeur pour le projet SeaOrbiter d’exploration des océans.

## Distinctions

### Décorations
- Commandeur de la Légion d'honneur (29 décembre 2023)[5], officier (24 janvier 2003)[6], chevalier (14 juillet 1997)[7].
- Chevalier de l'ordre national du Mérite
- Médaille de l'Aéronautique
- Trois « NASA Space Flight Medal » de la NASA
- Deux « Médaille du service exceptionnel de la NASA » de la NASA

## Rubans
|  |  |  |
|  |  |  |

### Autres distinctions
- Ingénieur général de l'armement[8]
- AIAA Associate Fellow (Promotion 2023)
- Diplômes « Komarov » et « Koroliev » de la Fédération aéronautique internationale

### Hommages
- Un collège porte son nom à Franconville (Val-d'Oise) où il a effectué une partie de sa scolarité.
- Une médiathèque porte son nom à Longeville-lès-Metz (Moselle).
- La place de Sercy (Saône-et-Loire) porte son nom.

## Publications
Jean-François Clervoy est l’auteur du livre Histoire(s) d’Espace relatant sa troisième mission vers le télescope spatial Hubble. Il est aussi co-auteur des ouvrages suivants : Voler en apesanteur et Embarquer dès demain pour l’espace (éditions Vuibert), Dans les bars des bouts du monde, La Diva, le Président et autres face-à-face (éditions L'Elocoquent), Vox confidential (éditions Michel Lafon), Histoire de la conquête spatiale, Entretiens avec un astronaute (éditions De Boeck Supérieur), Les Nouvelles Lettres Persanes (éditions Usbek & Rica), Pour quoi vous levez-vous le matin ? (éditions Belin), Apprendre les sens, Apprendre par les sens (éditions PETRA). Vision and Verticality, A Multidisciplinary Approach (éditions Palgrave Macmillan) 

## Brevet d'invention
Jean-François Clervoy a inventé un concept de fonctions temporelles et d'affichage numérique d'une montre spatiale de poignet. Omega l'a réalisée sous licence ESA, et commercialisée sous le nom « Speedmaster Skywalker X-33 ». Elle a été testée et qualifiée par l'ESA.

## Contributions artistiques
Jean-François Clervoy a eu un rôle de conseiller scientifique et technique pour de nombreux ouvrages littéraires et cinématographiques dont les longs métrages français : High Life (2018) de Claire Denis, Proxima (2019) de Alice Winocour, et L'Astronaute (2023) de Nicolas Giraud et les ouvrages Largo Winch (tomes 23 et 24).